# Han Xiaopeng
Han Xiaopeng  (Pei, 13 december 1983) is een Chinees freestyleskiër. 

## Carrière
Han nam driemaal deel aan de Olympische Winterspelen en behaalde in 2006 als eerste Chinese man een gouden medaille tijdens de winterspelen, door goud te winnen bij het onderdeel aerials.
Een jaar werd Han wereldkampioen in Madonna di Campiglio wereldkampioen aerials.
Tijdens de Olympische Winterspelen 2010 was Han de Chinese vlaggendrager tijdens de openingsceremonie. 
Ondanks dat Han zowel wereldkampioen als olympisch kampioen is geworden won Han nooit een wereldbekerwedstrijd.

## Resultaten

### Olympische Spelen
| Jaar | Plaats         | Resultaten  |
| ---- | -------------- | ----------- |
| 2002 | Salt Lake City | 24e Aerials |
| 2006 | Turijn         | Aerials     |
| 2010 | Vancouver      | 21e Aerials |

### Wereldkampioenschappen
| Jaar | Plaats               | Resultaten  |
| ---- | -------------------- | ----------- |
| 2003 | Deer Valley          | 29e Aerials |
| 2005 | Ruka                 | 20e Aerials |
| 2007 | Madonna di Campiglio | Aerials     |